# 南高野駅
南高野駅（みなみこうやえき）は、茨城県日立市久慈町五丁目にあった、日立電鉄日立電鉄線の駅（廃駅）である。

## 歴史
- 1929年（昭和4年）8月16日：常北電気鉄道茂宮 - 久慈浜間に新設開業。
- 1943年（昭和18年）9月16日：休止。
- 1944年（昭和19年）7月31日：会社合併に伴い日立電鉄線の駅となる。
- 1947年（昭和22年）11月18日：廃止。
- 1952年（昭和27年）9月1日：再開業。
- 2005年（平成17年）4月1日：日立電鉄線廃線に伴い廃止。

## 駅構造
単式ホーム1面1線の地上駅で、無人駅であった。

## 駅周辺
- 久慈川三育小学校
- みなみこうや貝塚公園
- 国道293号
- 茂宮川

## 隣の駅
日立電鉄
日立電鉄線
茂宮駅 - 南高野駅 - 久慈浜駅